# Église Sainte-Marie de Montagne
Pour les articles homonymes, voir Église Sainte-Marie.
L'église Sainte-Marie est une église datant du XIIe siècle à Montagne, dans le département de l'Isère. Elle est labellisée Patrimoine en Isère.